# Partit Laborista (Irlanda)
Partit Laborista (anglès Labour Party, irlandès Pairtí an Lucht Oibre) és un partit polític irlandès d'ideologia socialista democràtica i socialdemòcrata, fundat el 1912 per James Connolly com a ala política del Congrés de Sindicats Irlandesos, el més antic d'Irlanda juntament amb el Sinn Féin. Té 20 de 166 diputats al Dáil Éireann, el tercer en disputa, el 10,1% dels vots a les eleccions de 2007. Ha participat en governs de coalició amb Fine Gael, i algun cop amb Fianna Fáil. El seu líder és Joan Burton.

## Història

### Fundació
Fou fundat el 1912 per James Connolly, James Larkin i William X. O'Brien com a ala política del Congrés de Sindicats Irlandesos que havia de representar els treballadors al Parlament Irlandès que s'havia de crear per la Llei de Home Rule de 1914. tanmateix, va quedar molt afeblit després del fracàs de la vaga general de Dublín de 1913, la marxa de Larkin als EUA el 1914 i l'afusellament de Connolly per la seva implicació en l'aixecament de Pasqua el 1916.
L'Exèrcit Ciutadà Irlandès (ICA), creat per Connolly durant la vaga de 1913, fou el braç armat del partit i va prendre part en l'aixecament de Pasqua. Fou reviscolat pel Congrés Republicà de Peadar O'Donnell, però després de 1935 la majoria dels membres de l'ICA s'uniren al Partit Laborista.
El Partit laborista Britànic tenia sucursal a Irlanda, però després del 1913 el Partit Laborista Irlandès assolí la representació del partit a tota l'illa. Nogensmenys, els unionistes fundaren el Partit Laborista de Belfast, que després esdevindria Partit Laborista d'Irlanda del Nord.
Després de la marxa de Larkin, O’Brien fou el dirigent més destacat a l'ITGWU (Sindicat General Irlandès de Treballadors de Transports) i dominà el Congrés de Sindicats. El cap del partit, Thomas Johnson, com a successor de D.D. Sheehan, cap de l'Associació Irlandesa de Terra iTreball, declinà participar en les eleccions irlandeses de 1918, ja que les considerava com un plebiscit sobre la situació constitucional d'Irlanda, tot i que a Belfast presentaren alguns candidats per oposar-se als unionistes. El mateix van fer a les eleccions de 1921, i encara que Thomson fou diputat del primer Dáil, durant la guerra d'independència d'Irlanda van romandre fora del Dáil.
El Tractat Angloirlandès de 1921 va dividir el partit, ja que tot i que O'Brien cridà a donar-li suport, molts militants lluitaren a la guerra civil irlandesa amb els republicans. A les eleccions de 1922 va obtenir 17 diputats, que es van reduir a 14 el 1923. Fou l'oposició al Dáil del Cumann na nGaedhael fins a la constitució del Fianna Fáil el 1927.

### Divisió interna i participació en el govern
El 1923 va tornar Larkin i va intentar reprendre el seu lloc al partit, però O'Brien es va resistir. El va deixar i fundà la Lliga de Treballador Irlandès (IWL). El 1932 van donar suport al govern d'Éamonn de Valera, que havia promès reformes socials, i el Fine Gael va fer d'oposició.
El conflicte entre Larkin i O’Brien va empitjorar en la dècada del 1940 pel trencament entre el partit laborista i els sindicats. El 1944 O'Brien deixà el partit i amb sis diputats fundà el Partit Nacional Laborista, que tingué com a líder nacional James Everett, i escindí l'ITGWU del Congrés de Sindicats. Aquesta divisió, que perjudicà greument el partit a les eleccions al Dáil Éireann de 1944, només es començà a superar a la mort de Larkin el 1947.
A les eleccions al Dáil Éireann de 1948 foren escollits 14 diputats laboristes i 5 del PNL (James Everett, Dan Spring, James Pattison, James Hickey i John O'Leary), i ambdós partits entraren en la coalició de govern del Fine Gael, on Everett fou ministre de correus i telègrafs; William Norton, cap del partit, fou tánaiste i ministre de benestar social el 1948-1951 i el 1954-1957. El 1950 ambdós partits es reunificaren.
Alhora, reconstituïren el partit a Irlanda del Nord, on Paddy Devlin de Belfast fou candidat a les eleccions locals i Jack Beattie fou diputat a Westminster el 1951, i a l'ajuntament de Belfast el 1955 i Gerry Fitt el 1958. Tanmateix, deixà de presentar-se al Stormont quan el seu únic diputat, Gerry Fitt, deixà el partit el 1964 per a fundar el Partit Republicà Laborista.
De 1960 a 1977 el líder del partit fou Brendan Corish, qui va introduir en el programa més mesures socialistes, però entre 1973 i 1977 formà part d'un nou govern de coalició amb el Fine Gael. Després dels mals resultats a les eleccions de 1977 va dimitir. El partit, però, participà en els governs de coalició de 1981-1982 i 1982-1987, caracteritzats per dures mesures de retall de despesa pública per a pal·liar la forta crisi que va empobrir el país. Això es va traduir en la caiguda al 6,4% dels vots a les eleccions de 1987, ja que el seu vot es desplaçà al marxista i més radicals Sinn Féin-The Workers.

### Remodelació del partit
Els anys 1980 es caracteritzaren pels enfrontaments interns entre les ales dretana i esquerrana del partit, ja que aquest darrer sector, dirigit per Emmet Stag, s'oposava a formar part de coalicions amb partits de dreta. A la conferència del partit a Traale (1989) en foren expulsats els activistes marxistes del diari Militant, expulsions que continuaren en la dècada dels 1990 de l'esquerra contrària a les coalicions. Un dels expulsats, Joe Higgins, fundaria el Partit Socialista.
Tot i això, el 1990 donaren suport a la candidata presidencial Mary Robinson, qui havia estat expulsada del partit per oposar-se al Tractat Angloirlandès, primera dona presidenta i primera després de Douglas Hyde que no era del Fianna Fáil. Alhora, el partit va integrar el 1990 el Partit Democràtic Socialista del diputat de Limerick Est Jim Kemmy i el 1992 Partit Independent Socialista del diputat de Sligo-Leintrim Declan Bree.
Així, a les eleccions de 1992 va doblar el percentatge de vots i diputats, 19,3% i 33 diputats, i després d'unes negociacions, entrà en el govern del Fianna Fáil Albert Reynolds. El cap del partit, Dick Spring, fou nomenat tanáiste i ministre d'afers exteriors. El 1994 el govern va caure per les diferències amb el nomenament del fiscal general, Hasrry Wheelan, per la pèrdua de dos diputats del FF en eleccions parcials, en les que el partit va obtenir mals resultats. Això provocà un canvi de coalició (Arc de San Martí), entre Fine Gael, laboristes i Democratic Left.
A les eleccions de 1997, quan socialistes francesos i laboristes britànics havien guanyat respectivament, el partit va perdre suport electoral. Així i el mal resultat del candidat presidencial del partit, Adi Roche, provocaren la dimissió de Dick Spring. El nou cap, Ruairi Quinn, entrà en negociacions amb Democratic Left, qui es va integrar el 1999 amb certa independència interna. Però no els permitiren integrar-se als del sector del partit a Irlanda del Nord, que disposaven d'un regidor a Dungannon, Gerry Cullen.
El 2002 Quinn va dimitir per mals resultats electorals i fou substituït per Pat Rabbitte, cap de DL. A les eleccions europees de 2004 Proinsias de Rossa mantingué l'escó d'eurodiputat, i a les locals del mateix dia va obtenir 100 regidors i fou el partit més votat a les ciutats de Dublín i Galway. Gràcies a l'acord de Mulligar amb el FG per a transferir-se vots allí on eren els més votats. A la Conferència de 2005 proposà l'extensió d'aquesta estratègia a les eleccions de 2007, tot i que un sector del partit, liderat per Kathleen Lynch i Tommy Broughan, preferien pactar amb Fianna Fáil.
A les eleccions al Dáil Ëireann de 2007 el Partit Laborista va perdre un escó i es quedà amb 20, insuficients per a formar govern amb Fine Gael, i com es resistiren a negociar amb Fianna Fáil restaren a l'oposició. Rabitte aleshores dimití com a líder i fou elegit Eamonn Gilmore.

## Líders del partit
- Thomas Johnson (1922–1927)
- Thomas J. O'Connell (1927–1932)
- William Norton (1932–1960)
- Brendan Corish (1960–1977)
- Frank Cluskey (1977–1981)
- Michael O'Leary (1981–1982)
- Dick Spring (1982–1997)
- Ruairi Quinn (1997–2002)
- Pat Rabbitte (2002–2007)
- Eamon Gilmore (2007–)

## Resultats electorals

### Dáil Éireann
| Any      | Líder               | 1st pref votes | %         | Escons   | ±  | Govern             |
| -------- | ------------------- | -------------- | --------- | -------- | -- | ------------------ |
| 1922     | Thomas Johnson      | 132,565        | 21.3 (#3) | 17 / 128 | 17 | Oposició           |
| 1923     | Thomas Johnson      | 111,939        | 10.6 (#4) | 14 / 153 | 3  | Oposició           |
| Jun 1927 | Thomas Johnson      | 143,849        | 12.6 (#3) | 22 / 153 | 8  | Oposició           |
| Sep 1927 | Thomas Johnson      | 106,184        | 9.1 (#3)  | 13 / 153 | 9  | Oposició           |
| 1932     | Thomas J. O'Connell | 98,286         | 7.7 (#3)  | 7 / 153  | 6  | Suport extern      |
| 1933     | William Norton      | 79,221         | 5.7 (#4)  | 8 / 153  | 1  | Suport extern      |
| 1937     | William Norton      | 135,758        | 10.3 (#3) | 13 / 138 | 5  | Suport extern      |
| 1938     | William Norton      | 128,945        | 10.0 (#3) | 9 / 138  | 4  | Oposició           |
| 1943     | William Norton      | 208,812        | 15.7 (#3) | 17 / 138 | 8  | Oposició           |
| 1944     | William Norton      | 106,767        | 8.8 (#4)  | 8 / 138  | 9  | Oposició           |
| 1948     | William Norton      | 115,073        | 8.7 (#3)  | 14 / 147 | 6  | FG–LP–CnP–CnT–NLP  |
| 1951     | William Norton      | 151,828        | 11.4 (#3) | 16 / 147 | 3  | Oposició           |
| 1954     | William Norton      | 161,034        | 12.1 (#3) | 19 / 147 | 3  | FG–LP–CnT          |
| 1957     | William Norton      | 111,747        | 9.1 (#3)  | 12 / 147 | 7  | Oposició           |
| 1961     | Brendan Corish      | 136,111        | 11.6 (#3) | 16 / 144 | 4  | Oposició           |
| 1965     | Brendan Corish      | 192,740        | 15.4 (#3) | 22 / 144 | 6  | Oposició           |
| 1969     | Brendan Corish      | 224,498        | 17.0 (#3) | 18 / 144 | 4  | Oposició           |
| 1973     | Brendan Corish      | 184,656        | 13.7 (#3) | 19 / 144 | 1  | FG–LP              |
| 1977     | Brendan Corish      | 186,410        | 11.6 (#3) | 17 / 148 | 2  | Oposició           |
| 1981     | Frank Cluskey       | 169,990        | 9.9 (#3)  | 15 / 166 | 2  | Minoria FG–LP      |
| Feb 1982 | Michael O'Leary     | 151,875        | 9.1 (#3)  | 15 / 166 | =  | Oposició           |
| Nov 1982 | Dick Spring         | 158,115        | 9.4 (#3)  | 16 / 166 | 1  | FG–LP              |
| 1987     | Dick Spring         | 114,551        | 6.4 (#4)  | 12 / 166 | 4  | Oposició           |
| 1989     | Dick Spring         | 156,989        | 9.5 (#3)  | 15 / 166 | 3  | Oposició           |
| 1992     | Dick Spring         | 333,013        | 19.3 (#3) | 33 / 166 | 18 | FF–LP (1992–94)    |
| 1992     | Dick Spring         | 333,013        | 19.3 (#3) | 33 / 166 | 18 | FG–LP–DL (1994–97) |
| 1997     | Dick Spring         | 186,044        | 10.4 (#3) | 17 / 166 | 16 | Oposició           |
| 2002     | Ruairi Quinn        | 200,130        | 10.8 (#3) | 20 / 166 | 1  | Oposició           |
| 2007     | Pat Rabbitte        | 209,175        | 10.1 (#3) | 20 / 166 | =  | Oposició           |
| 2011     | Eamon Gilmore       | 431,796        | 19.5 (#2) | 37 / 166 | 17 | FG–LP              |
| 2016     | Joan Burton         | 140,898        | 6.6 (#4)  | 7 / 158  | 30 | Oposició           |
| 2020     | Brendan Howlin      | 95,582         | 4.4 (#5)  | 6 / 160  | 1  | Oposició           |
| 2024     | Ivana Bacik         | 102,457        | 4.6 (#5)  | 11 / 174 | 5  | A anunciar         |

1. ↑  El Partit Laborista i el Partit Nacional Laborista es tornaren a unificar. Els resultats són respecte als anteriors combinats en les anteriors eleccions.
2. ↑  Comparat amb el total combinat del Partit Laborista i el Democratic Left al 1997. Els dos partits s'unificarien al 1999.

### Presidencials
| Any  | Candidat                     | Vots 1a pref.                | %                            | +/–                          | Pos.                         |
| ---- | ---------------------------- | ---------------------------- | ---------------------------- | ---------------------------- | ---------------------------- |
| 1945 | Suport a Patrick McCartan    | Suport a Patrick McCartan    | Suport a Patrick McCartan    | Suport a Patrick McCartan    | Suport a Patrick McCartan    |
| 1974 | Suport a Cearbhall Ó Dálaigh | Suport a Cearbhall Ó Dálaigh | Suport a Cearbhall Ó Dálaigh | Suport a Cearbhall Ó Dálaigh | Suport a Cearbhall Ó Dálaigh |
| 1990 | Mary Robinson                | 612,265                      | 38.9%                        | —                            | 1                            |
| 1997 | Adi Roche                    | 88,423                       | 7.0%                         | 31.9                         | 4                            |
| 2011 | Michael D. Higgins           | 701,101                      | 39.6%                        | —                            | 1                            |
| 2018 | Suport a Michael D. Higgins  | Suport a Michael D. Higgins  | Suport a Michael D. Higgins  | Suport a Michael D. Higgins  | Suport a Michael D. Higgins  |

### Parlament Europeu
| Any  | Líder          | Vots 1a pref. | %          | Escons | +/− | Grup PE |
| ---- | -------------- | ------------- | ---------- | ------ | --- | ------- |
| 1979 | Frank Cluskey  | 193,898       | 14.48 (#3) | 4 / 15 | Nou | SOC     |
| 1984 | Dick Spring    | 93,656        | 8.36 (#3)  | 0 / 15 | 4   | −       |
| 1989 | Dick Spring    | 155,572       | 9.53 (#4)  | 1 / 15 | 1   | SOC     |
| 1994 | Dick Spring    | 124,972       | 10.99 (#3) | 1 / 15 | =   | PES     |
| 1999 | Ruairi Quinn   | 121,542       | 8.73 (#3)  | 1 / 15 | =   | PES     |
| 2004 | Pat Rabbitte   | 188,132       | 10.56 (#4) | 1 / 13 | =   | PES     |
| 2009 | Eamon Gilmore  | 254,669       | 13.92 (#3) | 3 / 12 | 2   | S&D     |
| 2014 | Eamon Gilmore  | 88,229        | 5.33 (#4)  | 0 / 11 | 3   | −       |
| 2019 | Brendan Howlin | 52,753        | 3.14 (#6)  | 0 / 13 | =   | −       |
| 2024 | Ivana Bacik    | 58,975        | 3.38 (#5)  | 1 / 14 | 1   | S&D     |